# Camponotus novotnyi
Camponotus novotnyi é uma espécie de inseto do gênero Camponotus, pertencente à família Formicidae.